# Kanton Boulogne-sur-Mer-Nord-Est
Der Kanton Boulogne-sur-Mer-Nord-Est war von 1973 bis 2015 ein französischer Kanton im Arrondissement Boulogne-sur-Mer, im Département Pas-de-Calais und in der Region Nord-Pas-de-Calais. Sein Hauptort war Boulogne-sur-Mer. Der Kanton lag im Mittel 21 Meter über Normalnull, zwischen 0 und 110 Metern. Die höchste und die niedrigste Erhebung lagen jeweils in Boulogne-sur-Mer.

## Gemeinden
Der Kanton bestand aus vier Gemeinden und einem Teil der Stadt Boulogne-sur-Mer (angegeben ist die Gesamteinwohnerzahl, im Kanton lebten etwa 13.200 Einwohner der Stadt):
| Gemeinde                | Einwohner Jahr | Fläche km² | Bevölkerungsdichte | Code INSEE | Postleitzahl |
| ----------------------- | -------------- | ---------- | ------------------ | ---------- | ------------ |
| Boulogne-sur-Mer        | 42.537 (2013)  | –          | – Einw./km²        | 62160      | 62200        |
| Conteville-lès-Boulogne | 486 (2013)     | 2,1        | 231 Einw./km²      | 62237      | 62126        |
| Pernes-lès-Boulogne     | 460 (2013)     | 7,76       | 59 Einw./km²       | 62653      | 62126        |
| Pittefaux               | 118 (2013)     | 2,42       | 49 Einw./km²       | 62658      | 62126        |
| Wimille                 | 4.196 (2013)   | 22,24      | 189 Einw./km²      | 62894      | 62126        |